# Ben Hecht
Ben Hecht (ur. 28 lutego 1893 w Nowym Jorku, zm. 18 kwietnia 1964 tamże) – amerykański scenarzysta, reżyser, producent filmowy, dramaturg, dziennikarz i powieściopisarz.

## Życiorys
Pochodził z rodziny żydowskich imigrantów z Białorusi. Zaczynał jako reporter opisujący przestępczy świat Chicago. Po raz pierwszy przybył do Hollywood w 1926, zachęcony przez Hermana J. Mankiewicza. Większość życia spędzał jednak w Nowym Jorku, krążąc między tymi dwoma miastami. Trafił na początek kina dźwiękowego, gdzie doskonale pasowały jego ostre, realistyczne dialogi ze slangowym językiem. Napisanie scenariusza zajmowało mu 2-8 tygodni. Specjalizował się w thrillerach kryminalnych i zwariowanych komediach.
Zwano go „Szekspirem Hollywood”. Był autorem lub współautorem scenariuszy do 65 filmów, napisał także 25 książek, 20 sztuk teatralnych oraz setki opowiadań i artykułów prasowych. Otrzymał dwa Oscary za scenariusze do filmów Ludzie podziemia (1927) i The Scoundrel (1935). Najbardziej znane filmy, przy których pracował, to: Przeminęło z wiatrem (1939) Victora Fleminga, Dyliżans (1939) Johna Forda oraz Urzeczona (1945) i Osławiona (1946) Alfreda Hitchcocka.
W latach powojennych często pisał anonimowo, by ominąć brytyjski bojkot, wynikający z jego wsparcia dla syjonistów z Palestyny. Wspierał również walkę o równouprawnienie czarnoskórych Amerykanów.